# Маймуна (филм)
„Маймуна“ е български игрален филм от 2016 година на режисьора Димитър Коцев - Шошо. Филмът първоначално носи името „Баща ми, майка ми, сестра ми“.
Филмът печели наградата на публиката на „София Филм Фест“ през 2016 година. Продукцията е заснета с подкрепата на Националния филмов център чрез сесията за нискобюджетно кино с 360 000 лв.

## Сюжет
Основните герои във филма са полусестрите Мая (Александра Костова) и Ива (Радина Боршош), които имат общ баща (Юлиан Вергов). Двете обичат да се ровят в тайните на един от учителите си – г-н Пенев (Леонид Йовчев).

## Актьорски състав
| Роля                | Изпълнител               |
| ------------------- | ------------------------ |
| Мая                 | Александра Костова       |
| Ива                 | Радина Боршош            |
| Андрей              | Юлиан Вергов             |
| Пенев               | Леонид Йовчев            |
| Неда                | Ана Пападопулу           |
| Ирина               | Радена Вълканова         |
| докторът            | Станимир Гъмов           |
| Коко                | Николай Дончев           |
| дядо Коледа         | Найден Найденов          |
| Камен               | Любомир Милушев          |
| дебелия             | Марин Апостолов          |
| директор            | Валентин Ганев           |
| учителка            | Цвета Илчева             |
| Павел               | Денис Теофиков           |
| момиче със сандвич  | Антония Грозева          |
| съученичка на Ива   | Даниела Тахор            |
| близнак             | Димитър Радев            |
| близнак             | Стефан Радев             |
| учителка по физика  | Петя Силянова            |
| бабичка на пейка    | Юлия Бояджиева           |
| бабичка на пейка    | Антонина Ковачева        |
| служител в зоопарка | Петър Цеков              |
| служител в зоопарка | Пламен Спиров            |
| училищна чистачка   | Венера Маринова          |
| диригент Друмев     | Георги Петров            |
| главен хорист       | Богомил Спиров           |
| хорист              | Теодор Вълчев            |
| хорист              | Петър Попов              |
| хорист              | Емил Диков               |
| медицинска сестра   | Цветомира Ваклинова      |
| медицинска сестра   | Надежда Ваклинова        |
| оперна певица       | Зорница Дамянова         |
| мъж на стълбище     | Радослав Парушев - Чарли |
| мъж в зоопарка      | Христомир Братов         |
| майката на Пенев    | Вяра Гюрова              |
| маймуна             | Тошко                    |